# 郭國文
郭國文（1967年3月11日—），台灣政治人物，民主進步黨籍，現任立法委員、民進黨臺南市黨部主任委員，曾任民進黨臺南縣黨部主委、台南縣政府行政管理處處長、臺南市議會第1－2屆議員，任內曾任民進黨黨團總召集人。郭國文為新潮流系成員。
2015年3月參加民進黨臺南市第五選舉區立委初選失利；2016年5月入閣擔任勞動部政務次長，為臺南市首度有市議員入閣；2017年9月請辭；2018年擔任黃偉哲市長競選總部發言人（黃偉哲原任臺南市第二選舉區立法委員），遺缺於2019年3月16日進行補選，郭國文代表民進黨出征並當選；2020年連任成功；2024年再度連任，並於同年5月當選民進黨臺南市黨部主委。

## 早年
郭國文出生於臺南市關廟區。畢業於臺灣省立新豐高級中學、淡水工商管理專科學校企業管理科（今真理大學企業管理學系），並陸續完成國立臺灣大學國家發展研究所法學碩士、國立成功大學政治經濟研究所博士學位。

## 政治生涯
郭國文曾任民進黨臺南縣黨部主委及臺南縣政府行政管理處處長。縣市合併後，他當選第九選區（新市、永康）臺南市議員。
勞動部次長
郭國文2014年11月連任第二屆台南市議員後，立即投入民進黨第五選區立委初選，但敗給王定宇，2016年總統選舉由民進黨蔡英文當選總統。因郭國文有過去在勞陣與全產總的經歷，轉擔任勞動部政務次長，這也是台灣民主史上第一位地方議員身份就入閣之政治人物。但郭國文擔任勞動部政務次長僅年餘，即請辭回台南擔任黃偉哲競選台南市長發言人一職與隨後的立委補選活動。

## 政策及立場

### 選區事務
- 就任之初即提出，設立南科三期基地是其上任後的首要任務。[13]
  - 2019年3月25日，郭國文於立法院要求盡速設立南科台南園區三期，請中央提出具體規劃。[14][15]

### 國會立法
- 擴大紓困方案及對象
  - 領有永居證之外籍人士納紓困：領有永久居留證之外國人同為台灣創造經濟價值並納稅，經郭國文爭取，亦可同被納入各項原有紓困方案之適用對象。[16][17][18]
  - 保單紓困：因勞工紓困貸款額度及名額有限，且有信用紀錄之審查門檻，難以完整協助急需救急金之民眾，故郭國文爭取開辦「保戶保單借款利率優惠方案」，由22家壽險業響應辦理，凡身心障礙者、低收入戶或中低收入戶、屬於特殊境遇家庭扶助條例所定特殊境遇家庭成員、符合政府個人紓困補助條件者，或自認受疫情影響以致經濟困難者，皆可持由保價金之保單申請貸款，年利率定為1.28%，優惠利率期間3年。[19][20]
  - 青年就業先津後獎：為協助應屆畢業生於疫情期間求職困難問題，提供青年3次就業諮詢，若3個月內仍無法未就業者，可憑求職證明領取每月1萬元，發放3個月。在求職成功並穩定就業三個月後再發放2萬元獎勵，滿六個月者再發1萬元。[21][22]

- 爭取勞退開放勞工自選投資標的：現行勞退基金僅可交由政府代操，但保證收益率僅0.78%，難抗通膨，故郭國文主張應開放勞工自選投資標的，並提出「私校退撫基金模式」「好享退模式」「ETF型投資標的」等三種模式，要求勞動部研議。另因目前勞退僅以風險收益等級做為操作基金之參考指標，恐因追求固定收益而買滿手垃圾債，郭國文亦要求勞動部及金管會研議追蹤指標之調整。[23][24][25]

## 言論及事件
- 2024年5月17日，國會表定討論改革法案，郭國文在搶佔主席台不成後，倏忽搶奪立法院秘書長周萬來手中的公文。對此，國民黨代表洪孟楷批評，過往立法院頂多出現立委對立委的肢體衝突，從來沒有立委對議事人員有過衝突，不料郭國文卻直接對周萬來人身攻擊、肢體衝突。民眾黨代表黃國昌則批評，郭國文用粗暴的方式對待周萬來，在場立委共同目睹了一幕令人無法置信的景象[26]。郭國文則稱，自己是為了杯葛國民兩黨的法案，否則將危害到每位民眾的權益。而他也拿出影片，稱並無攻擊秘書長，而秘書長也未受傷。[27]
- 2024年11月6日，立法院財委會續審《財劃法》部分條文修正草案，張智倫曾經對立郭國文鎖喉，還在衝突時爆粗口。郭國文事後指控，國民黨用暴力禁止發言，自己身為財委會委員，對《財劃法》修法有意見想表達，只是走上前發言，張智倫等非財委會的藍委就動手推他，完全禁止所有討論[28][29][30]。

## 選舉紀錄
| 年度 | 選舉屆數               | 選舉區                          | 所屬政黨   | 得票數    | 得票率 | 當選標記   | 備註     |
| ---- | ---------------------- | ------------------------------- | ---------- | --------- | ------ | ---------- | -------- |
| 2005 | 任務型國民大會代表選舉 | 任務型國民大會代表選舉          | 民主進步黨 | 1,647,791 | 42.52% |            | 排名第51 |
| 2010 | 第一屆臺南市議員選舉   | 臺南市第九選舉區                | 民主進步黨 | 15,443    | 11.99% |            |          |
| 2014 | 第二屆臺南市議員選舉   | 臺南市第九選舉區                | 民主進步黨 | 14,203    | 11.14% |            |          |
| 2019 | 第九屆立法委員補選     | 臺南市第二選舉區 （2010－2016） | 民主進步黨 | 62,858    | 47.05% |            |          |
| 2020 | 第十屆立法委員選舉     | 臺南市第二選舉區                | 民主進步黨 | 120,097   | 63.96% | 選舉區重劃 |          |
| 2024 | 第十一屆立法委員選舉   | 臺南市第二選舉區                | 民主進步黨 | 97,981    | 54.93% |            |          |

## 外部連結
- 立法院 -郭國文委員簡介 （页面存档备份，存于）
- 郭國文的Facebook專頁
- 郭國文粉絲的Facebook專頁
- YouTube上的郭國文頻道